# Музика Бразилії
Коріння музики Бразилії можна прослідити до майже всіх частин світу, але найпопулярніші регіональні стилі музики походять з африканських і європейських форм та базпосередньо рідної музики Амазонії та інших частин Бразилії. Самба — без сумніву найкраще відома форма бразильської музики у всьому світі, хоча босса-нова та інші жанри також привернули багато уваги за кордоном.

## Історія

### Колоніальна музика
Найраніший відомий опис музики Бразилії датується 1578 роком, коли французький кальвиністський місіонер Жан де Лері (Jean de Léry) видав свою роботу Histoire d'un voyage faict en la terre du Brésil, autrement dite Amérique [Архівовано 14 лютого 2007 у Wayback Machine.] (Поїздка до Бразильської землі, також відомої як Америка). Він описав танці та переписав музику тупі. У 1587 році Габріель Соарес ді Суса (Gabriel Soares de Sousa) написав Tratado Descritivo do Brasil про музику кількох тубільних бразильських етнічних груп, зокрема тамойос і тупінамбас.
Король Жуан VI був відомим цінітелем музики і провів довгий час в Бразилії. Він запросив до Бразилії видатних європейських музикантів, зокрема австрійського піаніста Сігізмунда фон Нойкома і композитора Маркуса Португала. Місцевий бразильський музикант, Жозе Муарісіо Нунес Гарсіа (José Maurício Nunes Garcia) , органіст і клавікордіст, був призначеним інспектором Королівської Каплиці.
У 1739, Домінгус Калдас Барбоза (Domingos Caldas Barbosa) написав серія «модіньяс», які стали надзвичайно популярні. Модінья (modinha) — свого роду сентиментальна любовна пісня, походження цього жанру невідоме, можливо, він еволюціонував або в Бразилії, або в Португалії.
Лунду був першим видом музики, створеним в Бразилії під африканським впливом. Лунду, стиль комічної пісні і танцю, був надзвичайно популярним і навіть інколи виконувавсля при Португальському дворі.

### Незалежна Бразилія
Бразилія отримала незалежність від Португалії в 1822 в результаті відносно мирного процесу. Скоро після цього, африканське комічне мистецтво лунду поширилося від бідних чорних кварталів до ширшої аудиторії, що відповідала середньому класу. Біля кінця 18-го століття стала дуже популярною форма комічного танцю бумба-меу-бой (bumba-meu-boi). Це був музичний переказ історії воскресшого бика. Танцем та постановою керував chamador, який вводив новий персонажей. Використовувані інструменти включають пандейро (pandeiro), тамбурин (tamborim), акордеон і акустичну гітару.

### Класична музика
Протягом 18-го сторіччя і першої половини 19-го сторіччя в Бразилії до Бразилії проникає класична музика, на яку впливали європейські стилі, особливо Віденський класичний стиль. Першим відомим бразильським композитором був Жозе Маурісіо Нунес Гарсія (José Maurício Nunes Garcia), священик, який написав кілька відомих релагійних творів і деяку кількість світської музики. Він написав оперу «Двоє близнят» (Le Due Gemelle), перший оперний твір, написаний в Бразилії, але його музика в наш час[коли?] втрачена. Зараз відомі близько 250 його робіт. Еліаш Алваріш Лобу (Elias Álvares Lobo) написав перший бразильський оперний твір з лібретто португальською мовою: «Ніч Святого Жуана» ("A Noite de São João).
Біля кінця 19-го століття, Карлос Гомес (Carlos Gomes) з Кампінаса поставив ряд опер італійського стилю, наприклад Il Guarany (заснована на романі Маріо ді Андраді (Mário de Andrade)). Бразиліу Ітібере (Brasílio Itiberê) був іншим видатним класичним композитором, та першим, який почав використовувати елементи бразильської музики в Західній класичній музиці, в своєму творі Sertaneja.
Фестиваль «Тиждень Сучасного Мистецтва», проведений у Сан-Паулу в 1922 році, революціонізував бразильську літературу, образотворче мистецтво і музику. Ейтор Вілла-Лобос (Heitor Villa-Lobos) лідирував у групі авангардних композиторів, які використовували бразильську народну музику в своїх творах.
В кінці 1930-х років склалися дві школи бразильських композиторів. Камарго Гуарінері (Camargo Guarnieri) був главою Націоналістичної школи, що була надзнута творами Маріо ді Андраді. Іншими композиторами цієї групи були зокрема Гуерра Пейші (Guerra Peixe), Оскар Лоренсу Фернандес (Oscar Lorenzo Fernandez), Франсиску Міньйон (Francisco Mignone), Люсіану Галлет (Luciano Gallet) і Рамадес Гнатталі (Radamés Gnattali). У 1939 році Ганс Жоашім Коеллреутер (Hans Joachim Koellreutter), творець «Групи живої музики», заснував іншу школу, що характеризується використанням додекафонії та атональності. Інші композитори в цій школі включали Едіно Крігера (Edino Krieger), Клаудіу Сантору (Cláudio Santoro) і Еунісе Катунда (Eunice Catunda).

## Народна музика
Найраніша музика на території сучасної Бразилії існувала у доколумбові часи серед індіанців, що населяли цю теритрію. Мало що відоме про їхню музику, тому що не існує ніяких письмових записів цієї ери. З прибуттям європейців бразильська культура почала розвиватися у вигляді синтезу місцевих музичних стилів з португальською і африканською музикою.

### Народна музика амазонських лісів
Тубільне населення Амазонії використовує багато музичних інструментів, зокрема свистки, флейти, ріжки, барабани і тріщотки. Часто музика Амазонії імітує звук амазонського тропічного лісу. Коли португальці прибули до Бразилії, перші індіанці, яких вони зустріли, грали на інструментах, складених з рядів очеретяних флейт та інших духових та ударних інструментах. Єзуїтські місіонери ввели пісні, які використовували християнську лірику, перекладену мовою тупі, в спробі перетворити людей на християнство, а також ввіли григоріанську пісню, флейту, смичок і клавікорд.

### Народна музика Східної Амазонії
Основні статті: карімбо, ламбада.
На Північному сході та Східній Амазонії довго превалювала музика карімбо, яка була зосереджена біля Белена. У 1960-х роках до карімбо були включені сучасніші елементи, зокрема електнонна музика, і в наступному десятилітті діджеї почали додавати реггі, сальси і меренге. Ця нова форма стала відомою як ламбада і скоро (у середині 1980-х років) перемістився до Салвадору (Баїя). Баїянська ламбада була заснована на використанні синтезатора та елементів популярної музики. Французькі звикозаписуючі компанії помітили цей стиль і привезли з собою до Франції та Португалії, де Болівійська група Los Kjarkas та бразильська Kaoma записали всесвітньо відоний хіт та заразили весь світ новим танцем. Ламбада щвидко розповсбдилася, і термін скоро став використовуватися для багатьох незв'язаних видів бразильської музики, що привело ду руху за його «чистоту» у Белемі та Баїї.
Інша форма регіональної народної музики, бумба-мей-бой (bumba-meu-boi), була популяризована завдяки карнавалу у місті Парінтінс, та зараз є значної частиною бразильської культури.